# El Cazador Novato
José Rafael Martínez Arteaga (Arauca, Colombia, 26 de enero de 1940 - Barinas, Venezuela, 5 de marzo de 2017), más conocido como El Cazador Novato, fue un cantautor y compositor Colombiano de música llanera. Fue uno de los grandes declamadores y el representante más prominente del joropo, género musical Colombovenezolano, llegando a apoyar a otros jóvenes artistas de esa época como el reconocido Reynaldo Armas, Reyna Lucero, entre otros.
Bajo su particular estilo tiene alrededor de 30 discos grabados, con éxitos como "Evitar no es cobardía", "El viaje del cazador" y "Plegaria humana".

## Biografía
José Rafael Martínez Arteaga, nació el 26 de enero de 1940 a orillas del raudal de La Érica, en el fundo “Jurapal”, en el municipio de Arauca. Sus padres, Ramona Arteaga y José Fernando Martínez, un araucano raizal de quien aprendió todas las tareas del hombre de campo, donde nació su admiración por la creatividad del llanero y por el canto.

## Carrera artística
A los 16 años, representó a Arauca en el primer Encuentro Nacional de Folclor celebrado en Manizales y ocupó el primer lugar como compositor e intérprete. Con el paso del tiempo, de juventud aprendió a tocar bandola, guitarra y cuatro con algunas composiciones.
En el año 1966 "El Cazador Novato" participó en la modalidad de voz recia en el marco del primer Festival Internacional de la Frontera, ciudad de Arauca, donde obtuvo el primer lugar con la letra "Llanura yo soy tu hijo", de su autoría, con una impecable actuación que le dio méritos al Cazador para conquistar el galardón y lograr el reconocimiento del público. El segundo lugar lo ocupó el Carrao, quien no dudó en persuadir al Cazador para que le diera la letra y grabarla al año siguiente en una producción discográfica. Cuenta el Cazador que desde entonces, el Carrao empezó a ganar festivales con esa composición y ajustó 13 primeros lugares en festivales colombos venezolanos.
En el año 1969 grabó su primera larga duración alternando con Tirso Delgado, con el éxito que lo consagró como el seudónimo de “El Cazador Novato”.
El 7 de diciembre de 2014, recibió un premio por su vida y obra, en el marco del Festival Araucano de la Frontera, y se despidió del público araucano. En el 2015, El Cazador empezó a sufrir de una isquemia cerebral que lo obligó a retirarse de los escenarios, para concentrarse en tratar su enfermedad. Esta lucha finalizó en el momento en que cerró para siempre sus ojos, a las 9:30 de la noche del 5 de marzo de 2017, y fue cuando Rafael pasó de ser un artista de la música llanera, a una leyenda del llano colombo-venezolano.
“Fallece en Barinas el poeta y compositor Rafael Martínez Arteaga, El Cazador Novato”, vaya mi solidaridad a la familia”, escribió en su cuenta de Twitter el cantante venezolano, Reynaldo Armas, quien recibió gran apoyo del artista en sus inicios y lamentó su fallecimiento. Las autoridades en Barinas y los folcloristas le hicieron un homenaje. Su cuerpo fue trasladado a la ciudad de Arauca donde, igualmente, las autoridades y artistas le tributarán su última despedida para ser sepultado en el Cajón del Arauca.
En 2018, se abrió un museo con su nombre que contenía discos, fotos y mucho material para recordar el legado del artista.

## Discografía
- 1973: El hijo del cazador
- 1977: La verdad desnuda
- 1978: El kandidato soy yo
- 1981: Estrellas llaneras
- 1989: Arrecheras de un chofer
- 2000: Cosas y casos de nuestra tradición
- 2008: El pájaro de la gloria
- 2014: Las mujeres se respetan